# Vadugapatti
Vadugapatti es una ciudad y nagar Panchayat situada en el distrito de Erode en el estado de Tamil Nadu (India). Su población es de 9657 habitantes (2011).

## Demografía
Según el censo de 2011 la población de Vadugapatti era de 9657 habitantes, de los cuales 4810 eran hombres y 4847 eran mujeres. Vadugapatti tiene una tasa media de alfabetización del 68,22%, inferior a la media estatal del 80,09%: la alfabetización masculina es del 76,52%, y la alfabetización femenina del 59,97%.